# بخش سیون
بخش سیون یکی از بخشهای کانتون وله  در کشور سوئیس است.